# Valérie Courtois
Valérie Courtois (Bilzen, 1º novembre 1990) è una pallavolista belga.
Gioca nel ruolo di libero.

## Biografia
È la sorella maggiore del calciatore Thibaut Courtois.

## Carriera
La carriera pallavolista da professionista di Valérie Courtois, inizia nella stagione 2008-09 quando fa il suo esordio nella massima divisione belga con la squadra del VDK Gent Damesvolleybalteam, a cui resta legata per quattro stagioni, vincendo la Coppa del Belgio 2008-09 e due Supercoppe; nel 2011 ottiene le prime convocazioni nella nazionale belga.
Nella stagione 2012-13 viene ingaggiata dal Volleyball Club Oudegem, con cui si aggiudica nuovamente la Coppa del Belgio; nel 2013, con la nazionale, vince la medaglia d'argento all'European League e quella di bronzo al campionato europeo.
Nell'annata 2014-15 gioca per la prima volta all'estero col Budowlani Łódź Sportowa, club della Liga Siatkówki Kobiet polacca, mentre nell'annata seguente approda a stagione in corso al Dresdner Sportclub 1898, nella 1. Bundesliga tedesca, con cui vince la Coppa di Germania 2015-16 e lo scudetto 2015-16.
Per il campionato 2017-18 si accasa al Saint-Cloud Paris SF, nella Ligue A francese.

## Palmarès

### Club
- Campionato tedesco: 1

2015-16
- Coppa del Belgio: 2

2008-09, 2012-13
- Coppa di Germania: 1

2015-16
- Supercoppa belga: 2

2009, 2011

### Nazionale (competizioni minori)
- European League 2013

### Premi individuali
- 2013 - Campionato europeo: Miglior libero